# Ini (Nigeria)
Ini è una delle trentuno aree di governo locale (local government areas) dello stato di Akwa Ibom, in Nigeria.
| Controllo di autorità | VIAF (EN) 149019381 · LCCN (EN) n87851991 · J9U (EN, HE) 987007559991205171 |